# Alexander Barbour
Alexander Barbour (ur. 7 czerwca 1862 w Dumbarton, zm. 29 grudnia 1930 w Bonhill) – szkocki piłkarz występujący na pozycji napastnika.
Z zespołem Renton dwukrotnie zdobył Puchar Szkocji (1885, 1888).
W barwach Boltonu Wanderers i Nottingham Forest rozegrał łącznie 35 spotkań i zdobył 17 bramek w Division One. Zadebiutował w tych rozgrywkach jako zawodnik Boltonu, 8 września 1888 w przegranym 3:6 meczu z Derby County, a 20 października 1888, w przegranym 2:3 spotkaniu z Aston Villą, zdobył swoją pierwszą bramkę w Division One.
W reprezentacji Szkocji wystąpił jeden raz, 14 marca 1885 w wygranym 8:2 meczu British Home Championship z Irlandią, w którym strzelił gola.